# Occamismo
L'occamismo prende il nome dalla dottrina filosofico-teologica elaborata da Guglielmo d'Occam (1285–1347) ripresa e diffusa nel secolo XIV, nonostante l'opposizione della Chiesa, nelle maggiori università europee dai suoi seguaci Gregorio da Rimini, Giovanni di Mirecourt, Nicola d'Oresme, Giovanni Buridano, Pierre d'Ailly, Marsilio di Inghen, Gabriel Biel. che riprendono la dottrina del maestro sulla separazione tra ragione e fede, sull'uso del metodo empirico nella filosofia della natura basato sul principio di economia (o "rasoio di Occam"), sulla distinzione tra il potere civile e quello religioso che governando le anime dei fedeli non può perseguire fini mondani.

## Contenuti e metodo
L'occamismo mette in discussione la fisica e la metafisica aristotelica e, in particolare, insiste nell'affermare l'unica realtà dei singoli individui accessibili alla conoscenza intuitiva. Gli universali, che esistono solo nella mente, non hanno alcuna corrispondenza con la realtà e non sono che segni simboleggianti una molteplicità di individui. Quanto più ci si allontana dall'esperienza e si generalizza tanto più si immagina la costituzione dell'universale espresso da nomi. Occorre allora una revisione delle strutture logiche del discorso e del linguaggio badando bene a separare il segno dalla cosa significata.  La critica del concetto di causa e di sostanza, ad opera soprattutto dell'occamista Nicola d'Autrecourt, riduce le scienze a un modo di conoscere immediato ed intuitivo.
Gli occamisti utilizzando il metodo nominalistico separano la teologia dalle basi aristoteliche facendole perdere ogni possibilità di presentarsi come scienza e riducono la fiducia nel potere della ragione applicato alle dimostrazioni dell'esistenza di Dio e dell'immortalità dell'anima. Sostengono l'assoluta potenza di Dio che spiega la contingenza delle creature e delle leggi della natura. Nell'onnipotenza divina rientra anche il caso che Dio possa far intuire anche un oggetto inesistente: un'anticipazione questa del tema del "Dio ingannatore" usato da Cartesio nella soluzione della certezza del cogito ergo sum.
«L'occamismo ha avuto larghissima influenza nel periodo tra il Trecento e il Seicento, contribuendo alla progressiva dissoluzione dell'aristotelismo scolastico.»

## Letture suggerite
- Francesco Bottin, La scienza degli occamisti. La scienza tardomedievale dalle origini del paradigma nominalista alla rivoluzione scientifica, Maggioli 1982.
- William J. Courtenay, Ockham and Ockhamism. Studies in the Dissemination and Impact of His Thought, Leiden, Brill 2008.
- Christian Rode,  A Companion to Responses to Ockham, Leiden, Brill 2016.